# Laura Montalvo
Laura Montalvo (Buenos Aires, 29 maart 1976) is een voormalig tennisspeelster uit Argentinië.

## Loopbaan
Montalvo was vooral een dubbelspelspecialist, die in mei 2001 de 23e positie op de wereldranglijst bezette. Op Wimbledon 1998 bereikte zij de kwartfinale, samen met de Italiaanse Silvia Farina. Hetzelfde resultaat boekte zij op Roland Garros 2000, met de Amerikaanse Liezel Horn aan haar zijde.
Ook speelde zij gemengd dubbelspel op diverse grandslamtoernooien – zij bereikte de tweede ronde met landgenoten Lucas Arnold Ker, Mariano Hood en Martín García.
Montalvo won negen dubbelspeltitels op de WTA-toernooien, waarvan acht met landgenote Paola Suárez.
Tussen 1997 en 2002 speelde zij 18 maal voor Argentinië op de Fed Cup.

## Posities op deWTA-ranglijst
Positie per einde seizoen:
| jaar | rang enkelspel | rang dubbelspel |
| ---- | -------------- | --------------- |
| 1991 | 764            | –               |
| 1992 | 839            | 490             |
| 1993 | 241            | 245             |
| 1994 | 267            | 195             |
| 1995 | 295            | 148             |
| 1996 | 278            | 58              |
| 1997 | 245            | 80              |
| 1998 | 555            | 45              |
| 1999 | 406            | 47              |
| 2000 | –              | 28              |
| 2001 | –              | 43              |
| 2002 | –              | 63              |

## Palmares
| Legenda                |
| ---------------------- |
| Grandslamtoernooi      |
| Olympische Spelen      |
| Year-End Championships |
| Tier I                 |
| Tier II                |
| Tier III               |
| Tier IV & V            |

### WTA-finaleplaatsen enkelspel
geen

### WTA-finaleplaatsen vrouwendubbelspel
| nr.              | finale     | toernooi            | ondergrond | partner                | tegenstandsters                        | score         |         |
| ---------------- | ---------- | ------------------- | ---------- | ---------------------- | -------------------------------------- | ------------- | ------- |
| gewonnen finales |            |                     |            |                        |                                        |               |         |
| 1.               | 1996-05-05 | WTA Bol             | gravel     | Paola Suárez           | Alexia Dechaume Alexandra Fusai        | 6-7, 6-3, 6-4 | details |
| 2.               | 1997-05-04 | WTA Bol             | gravel     | Henrieta Nagyová       | María José Gaidano Marion Maruska      | 6-3, 6-1      | details |
| 3.               | 1998-05-03 | WTA Bol             | gravel     | Paola Suárez           | Joannette Kruger Mirjana Lučić         | walk-over     | details |
| 4.               | 1998-07-12 | WTA Maria Lankowitz | gravel     | Paola Suárez           | Tina Križan Katarina Srebotnik         | 6-1, 6-2      | details |
| 5.               | 1999-07-18 | WTA Sopot           | gravel     | Paola Suárez           | Gala León García María Sánchez Lorenzo | 6-4, 6-3      | details |
| 6.               | 1999-10-10 | WTA São Paulo       | gravel     | Paola Suárez           | Janette Husárová Florencia Labat       | 6-7, 7-5, 7-5 | details |
| 7.               | 2000-02-13 | WTA Bogota          | gravel     | Paola Suárez           | Rita Kuti Kis Petra Mandula            | 6-4, 6-2      | details |
| 8.               | 2000-02-20 | WTA São Paulo       | gravel     | Paola Suárez           | Janette Husárová Florencia Labat       | 5-7, 6-4, 6-3 | details |
| 9.               | 2000-07-16 | WTA Klagenfurt      | gravel     | Paola Suárez           | Barbara Schett Patty Schnyder          | 7-6, 6-1      | details |
| verloren finales |            |                     |            |                        |                                        |               |         |
| 1.               | 1998-04-26 | WTA Boedapest       | gravel     | Cătălina Cristea       | Virginia Ruano Pascual Paola Suárez    | 6-4, 1-6, 1-6 | details |
| 2.               | 1999-02-21 | WTA Bogota          | gravel     | Paola Suárez           | Seda Noorlander Christína Papadáki     | 4-6, 6-7      | details |
| 3.               | 1999-04-25 | WTA Boedapest       | gravel     | Virginia Ruano Pascual | Jevgenia Koelikovskaja Sandra Načuk    | 3-6, 4-6      | details |
| 4.               | 1999-07-11 | WTA Pörtschach      | gravel     | Olha Loehina           | Silvia Farina Karina Habšudová         | 4-6, 4-6      | details |
| 5.               | 2001-02-25 | WTA Bogota          | gravel     | Paola Suárez           | Tathiana Garbin Janette Husárová       | 4-6, 6-2, 4-6 | details |

## Resultaten grandslamtoernooien
| Legenda | Legenda                          |
| ------- | -------------------------------- |
| g.t.    | geen toernooi gehouden           |
| l.c.    | lagere categorie                 |
| –       | niet deelgenomen                 |
| G       | uitgeschakeld in de groepsfase   |
| 1R      | uitgeschakeld in de eerste ronde |
| 2R      | uitgeschakeld in de tweede ronde |
| 3R      | uitgeschakeld in de derde ronde  |
| 4R      | uitgeschakeld in de vierde ronde |
| KF      | uitgeschakeld in de kwartfinale  |
| HF      | uitgeschakeld in de halve finale |
| F       | de finale verloren               |
| W       | het toernooi gewonnen            |
| w-v     | winst/verlies-balans             |

### Enkelspel
geen deelname

### Vrouwendubbelspel
| toernooi        | 1996 | 1997 | 1998 | 1999 | 2000 | 2001 | 2002 |    | 2004 |
| --------------- | ---- | ---- | ---- | ---- | ---- | ---- | ---- | -- | ---- |
| Australian Open | –    | –    | –    | –    | –    | –    | –    | –  |      |
| Roland Garros   | 1R   | 1R   | 2R   | 1R   | KF   | 2R   | 2R   | 1R |      |
| Wimbledon       | 1R   | 1R   | KF   | 1R   | 2R   | 1R   | 3R   | –  |      |
| US Open         | 2R   | 2R   | 1R   | 1R   | 2R   | 2R   | 1R   | –  |      |

### Gemengd dubbelspel
| toernooi        | 1996 | 1997 | 1998 | 1999 | 2000 | 2001 | 2002 |
| --------------- | ---- | ---- | ---- | ---- | ---- | ---- | ---- |
| Australian Open | –    | –    | –    | –    | –    | –    | –    |
| Roland Garros   | –    | 2R   | 2R   | 1R   | 1R   | 1R   | –    |
| Wimbledon       | 1R   | –    | –    | 1R   | 1R   | 2R   | 1R   |
| US Open         | –    | –    | –    | –    | 1R   | –    | –    |